# Repertorium der technischen Literatur
Das Repertorium der technischen Literatur war ein im Vorfeld der Industrialisierung ab 1823 regelmäßig erschienenes Findbuch für Literatur mit Darstellungen und Beschreibungen technischer Entwicklungen und Neuerungen. Zur Förderung des allgemeinen, vor allem auch wirtschaftlichen Fortschritts wurde das Repertorium in Form einer Zeitschrift herausgegeben, laut ihrem Untertitel „im Auftrag des Königlich Preussischen Ministeriums für Handel, Gewerbe und Öffentliche Arbeiten.“
Das anfangs in Berlin, später in Leipzig erschienene Blatt wurde ab 1879 im Kaiserlichen Patentamt unter dem neuen Titel Repertorium der technischen Journal-Literatur herausgegeben.
Nach 1908 gingen aus dem Repertorium spezielle Fachzeitschriften hervor mit Titeln wie Technische Auskunft, Berg- und hüttentechnische Auskunft, Chemische Auskunft, Fortschritte der Technik, Bautechnische Auskunft, Elektrotechnische Auskunft, Maschinentechnische Auskunft sowie die Militär- und marinetechnische Auskunft.
Urheberrechtsfreie Bände der Jahrgänge ab der Erstausgabe wurden für kostenfreie Internet-Zugänge digitalisiert oder sind in Digitalisierungsprozessen der Sächsischen Landesbibliothek – Staats- und Universitätsbibliothek Dresden (SLUB) sowie dem Münchener Digitalisierungszentrum (MDZ).